# Bernardino Abarzúa Troncoso

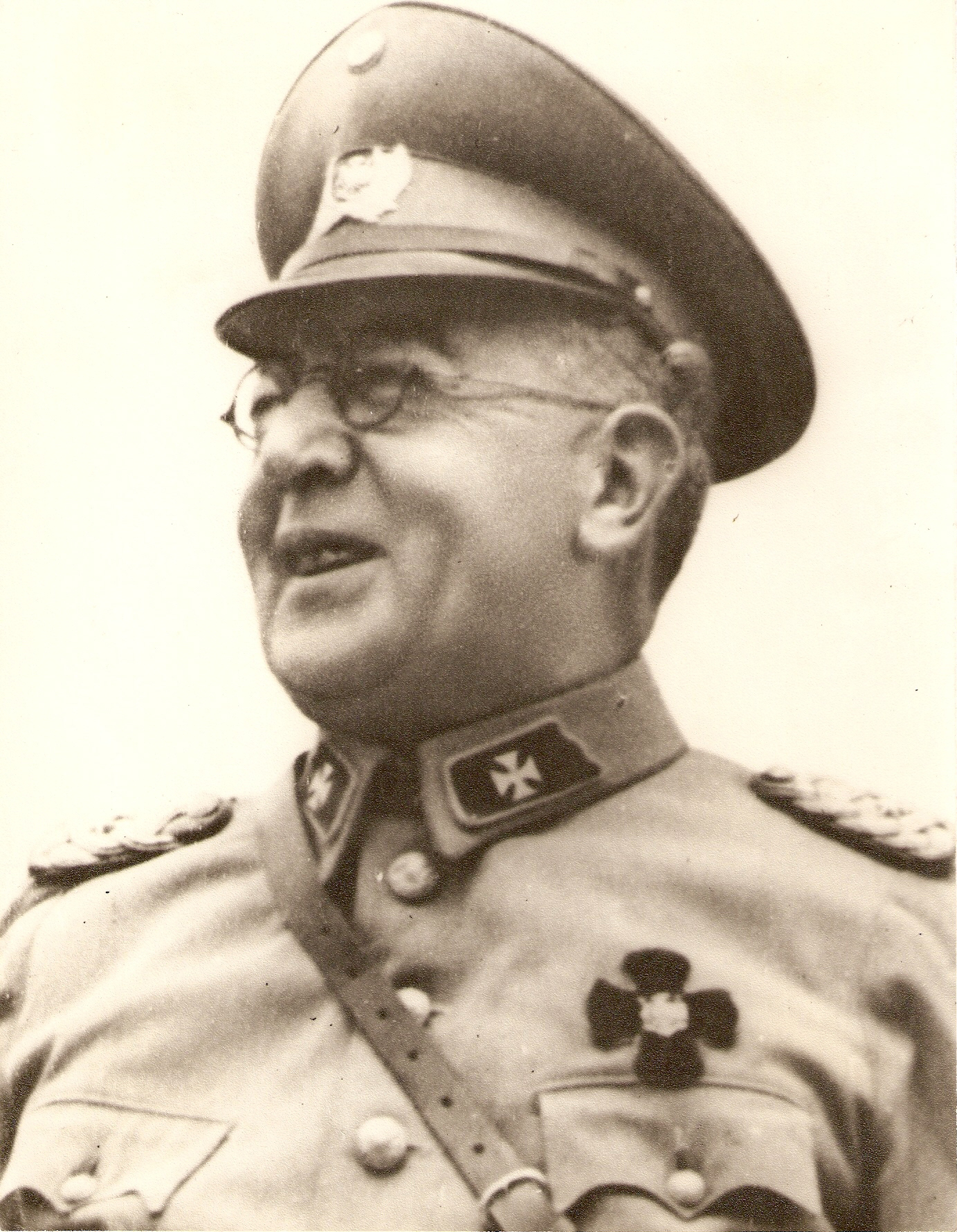
capellán Abarzúa.

El Capellán Bernardino Abarzúa Troncoso nació el 28 de junio en 1876 en la ciudad de Linares, Chile y falleció en 1955.
Es reconocido  como catedrático, periodista, escritor, orador y capellán.
Sus padres fueron Bernardino J. Abarzúa y Rudecinda Troncoso.

## Estudios
Hizo sus estudios iniciales en una escuela de Linares y posteriormente en un Liceo donde se graduó de bachiller en Humanidades.
Posteriormente se mudó a Santiago ingresando al Seminario Conciliar de Concepción ordenándose de sacerdote.
Estudió en la Universidad de Chile obteniendo el título de Licenciado en Leyes el 12 de junio de 1911. Diez días más tarde obtuvo de la Corte Suprema de la Nación el título de abogado.

## Su vida sacerdotal en las Fuerzas Armadas
Profesó un gran cariño por el personal castrense lo que le indujo a prestar sus servicios sacerdotales primero en la Marina como capellán naval en el acorazado Almirante Latorre hasta fines de 1920.
Más tarde en 1932, durante el gobierno socialista provisional de Carlos Dávila Espinoza, se suprimió el presupuesto del Servicio Religioso para las Fuerzas Armadas mediante el Decreto Ley 292 del 26 de julio y otra Ley sobre la Planilla del Ejército, en la cual no se consultaba las plazas de Capellán Castrense, dejando fuera de servicio al entonces Capellán militar que prestaba servicios en  la Escuela Militar en calidad de “Capellán Ad Honorem”.
Durante este período gubernamental, el Capellán Abarzúa hizo gala de sus dotes de escritor, registrando un histórico intercambio epistolar con el entonces Ministro de Guerra, en la cual el presbítero le expuso la inconveniencia de la decisión que había llevado a supresión el Servicio Religioso.

## Su vida periodística y magisterial
Gran parte de su vida la dedicó a periodismo. Es así que en 1905 trabajó como redactor en el Diario El País, y luego  seis años más tarde se traslada a Concepción para hacerse cargo de la dirección del periódico La Unión.
Durante este período se dio tiempo para obtener su Licenciatura en 1911.  Y además colabora con el Diario Austral, publicando algunos artículos.
Asimismo continúa a la vez con su labor magisterial por las provincias de Tacna y Arica dando conferencias en institutos de enseñanza superior.

## Distinción
El 7 de febrero de 1930, recibe en nombre del Rey de España, don Alfonso XIII, la distinción de Comendador de la Real Orden Isabel La Católica.

## Reconocimiento
El Capellán Bernardino Abarzúa Troncoso, fue un sacerdote muy querido y reconocido dentro del ambiente militar y civil.  En la actualidad una calle de la Comuna de Providencia en la ciudad de Santiago,  un pequeño pasaje en La ciudad de San Pedro, lleva su nombre.
- Datos: Q5726576